# Cristian Stănescu
Cristian Stănescu (* 13. Oktober 1951 in Glodeni, Kreis Dâmbovița) ist ein rumänischer Politiker und ehemaliges Mitglied des Europäischen Parlaments für die Partidul România Mare (PRM). Im Zuge der Aufnahme Rumäniens in die Europäische Union gehörte er vom 1. Januar bis zum 9. Dezember 2007 dem Europäischen Parlament an und war dort Mitglied in der Fraktion Identität, Tradition, Souveränität.

## Posten als MdEP
- Mitglied im Ausschuss für Wirtschaft und Währung
- Mitglied in der Delegation im Parlamentarischen Kooperationsausschuss EU-Moldau
- Stellvertreter im Ausschuss für regionale Entwicklung
- Stellvertreter in der Delegation für die Beziehungen zu den Ländern der Andengemeinschaft